# Robert Lebeck

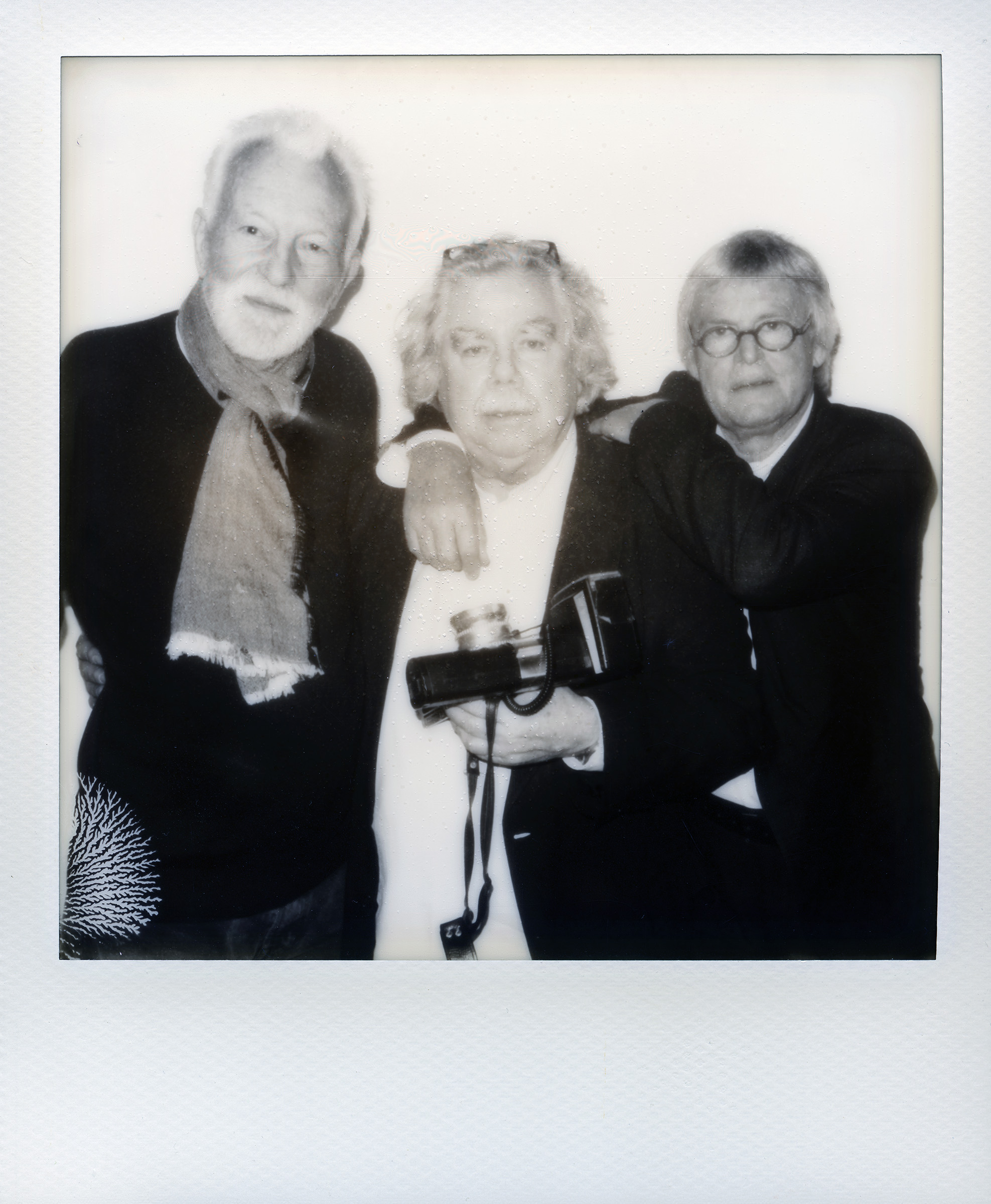
Robert Lebeck, Volker Hinz et Konrad R. Müller photographiés par Oliver Mark, Berlin 2014

Robert Lebeck, né le 21 mars 1929 à Berlin où il est mort le 14 juin 2014, est une figure du photojournalisme allemand.

## Biographie
Robert Lebeck a photographié pour Revue, Kristall et Stern et fut rédacteur en chef du magazine GEO. Il est devenu célèbre avec son reportage intitulé Afrika im Jahre Null (« Afrique année zéro ») en 1960. La photo d’un jeune Africain venant de voler l’épée du roi Baudouin de Belgique lors des célébrations de l’indépendance du Congo fit le tour du monde et lui a servi de carte de visite. Il était spécialisé dans la photographie des célébrités comme Alfred Hitchcock, Elvis Presley, Herbert von Karajan, Jayne Mansfield et Romy Schneider. Dans les années 1990, il a vécu quelque temps dans le Médoc. Il est retourné à Berlin en 2001.

## Œuvres
- Romy Schneider, 1986
- Vis a vis, 2000

## Prix et récompenses
- 1991, Prix Erich-Salomon
- 2002, Prix de la publication Infinity Award
- 2007, Prix Nannen

## Sources
- Site officiel
- Jeremy J. P. Fekete, Instantanés de stars (Allemagne, 2007, 26 min), RBB